# Flavopimpla philippina
Flavopimpla philippina là một loài tò vò trong họ Ichneumonidae.